# TJ Sokol Lanžhot
TJ Sokol Lanžhot (celým názvem: Tělovýchovná jednota Sokol Lanžhot) je český fotbalový klub, který sídlí ve městě Lanžhot na nejzazším jihu Moravy. Založen byl v roce 1922. V ročníku 2017/18 zvítězil v Přeboru Jihomoravského kraje a probojoval se do Divize D (4. nejvyšší soutěž), kde hraje od sezony 2018/19 a patří k předním týmům. Klubový kádr je výrazně ovlivněn polohou u hranic se Slovenskem, Slováci zde často působili jako trenéři a běžně (např. koncem sezóny 2024/25) tvoří většinu soupisky A-mužstva.
V roce 1949 se lanžhotští dorostenci stali mistry Čech a Moravy, v celostátním mistrovství skončili na výborném 2. místě, když je předstihl pouze Sokol NV Bratislava (tehdejší název Slovanu). S tímto počinem souvisel i největší úspěch klubu v seniorské kategorii, a sice čtyřleté působení ve druhé nejvyšší soutěži v sezonách 1951, 1952, 1955 a 1956.

## Historické názvy
Zdroj: 
- 1922 – SK Lanžhot (Sportovní klub Lanžhot)
- 1948 – JTO Sokol Lanžhot (Jednotná tělovýchovná organisace Sokol Lanžhot)
- 1953 – DSO Sokol Lanžhot (Dobrovolná sportovní organisace Sokol Lanžhot)
- 1957 – TJ Sokol Lanžhot (Tělovýchovná jednota Sokol Lanžhot)
- 2010 – TJ Sokol Podluží (Tělovýchovná jednota Sokol Podluží) – převodem soutěže od TJ Sokol Hrušky
- 2010 – TJ Sokol Lanžhot (Tělovýchovná jednota Sokol Lanžhot)

## Zázemí klubu

### Stadion Na Šlajsi

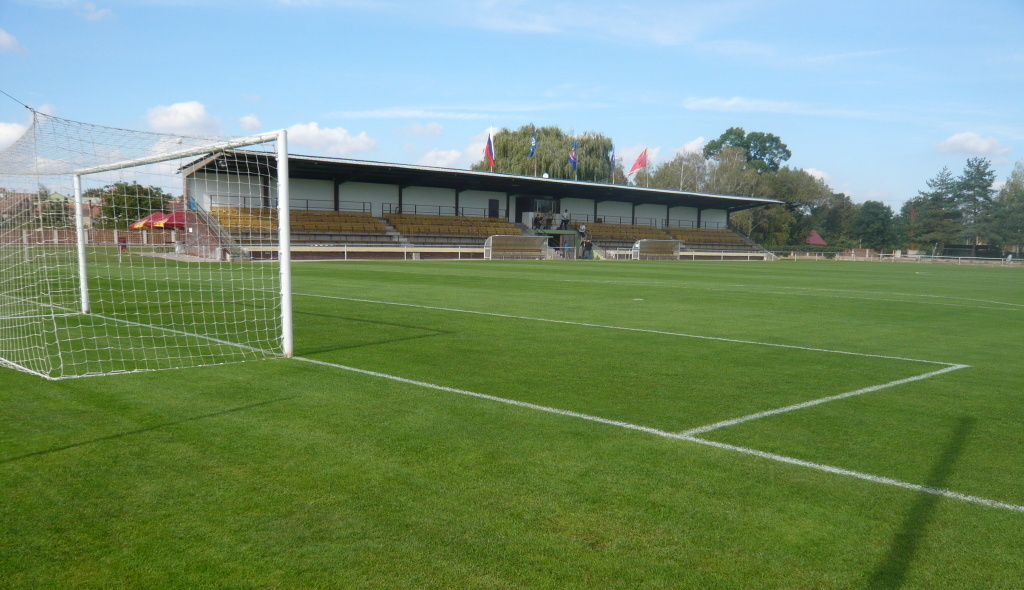

Nachází se ve sportovním a rekreačním areálu Na Šlajsi na východním okraji Lanžhota, za Kyjovkou. Byl otevřen 27. července 1985 utkáním se Sigmou Olomouc. Rozměry hrací plochy jsou 105 x 68 metrů, kapacita je 5 500 diváků (krytá tribuna pro 650 sedících diváků, zbytek na stání). Vzhledem k tomu, že areál patří k jedněm z nejlepších na jižní Moravě, často se v něm hrála i reprezentační utkání mládežnických výběrů.
V neděli 25. a ve čtvrtek 29. dubna 1999 byly na stadionu odehrány dva zápasy závěrečného turnaje ME ve fotbale do 16 let – sk. D. V prvním z nich přišlo na zápas České republiky s Německem 3 150 diváků. Reprezentační výběr do 16 let nastoupil v tomto složení: Čech – P. Besta, Šimeček (C), Bystroň, Čoupek – Majer, Ctiburek (60. Plašil), Trojan (65. Hujík), Lizák – Jun (41. Vyskočil), Laštovka. Mužstvo vedl trenér Oldřich Štěpán.
V březnu 2010 se na Šlajsi hrály dva zápasy kvalifikace ME hráčů do 17 let, první z nich Česko – Gruzie. V květnu 2011 potom dva zápasy kvalifikace ME hráčů do 19 let, jeden z nich Nizozemsko – Česko. V září 2012 následně znovu 2x kvalifikace ME hráčů do 17 let, domácí reprezentace v utkání Černá Hora – ČR. Dále se na stadionu v přátelských zápasech různých kategorií představily reprezentační výběry Srbska, Maďarska, Gruzie, Chorvatska a Slovinska.

### Hřiště Na Pastvisku
Nachází se na opačném západním okraji města, vklíněné mezi zástavbu ulic U Hřiště a M. Šolochova a potůček Caja. Rozměry jsou 103 x 65 metrů (tedy o něco menší než Na Šlajsi), kapacita je 1500 diváků (krytá tribuna pro 250 diváků). Hřiště pamatuje nejslavnější dobu lanžhotského fotbalu, postupně však přestalo vyhovovat požadavkům. Využíváno je nadále k tréninkům všech kategorií a dále k zápasům B-mužstva.

## Přátelská utkání s prvoligovými oddíly
- K jednomu z nejvýznamnějších utkání lanžhotské fotbalové historie došlo v neděli 18. července 1943, kdy se v Lanžhotě představila kompletní AC Sparta Praha. Zájem veřejnosti byl rekordní, ten ještě zvýšila přítomnost herce Vlasty Buriana, který utkání sám rozhodoval a tak vítězství Sparty 4:2 vidělo celkem 6 000 diváků.[1]
- V neděli 13. února 1955 si trnavský prvoligový nováček pozval k přátelskému zápasu druholigového nováčka z Lanžhota a deklasoval jej v poměru 9:1.[14] V roce 1937 bylo slaveno 15. výročí založení fotbalového oddílu a v rámci oslav se vyhrálo nad (tehdy ještě neligovým) ŠK Trnava 3:2.[1]
- V dubnu 1975, v sezoně završené návratem do Jihomoravského krajského přeboru, byl zpestřením start kompletní Zbrojovky Brno, se kterou Lanžhot prohrál jen těsně 1:2.[1]
- 1979/80: Zajímavostí tohoto ročníku byly zápasy s ligovými mužstvy, na podzim 1979 to byl kompletní Inter Bratislava v čele s Jurkemikem, Barmošem, Mrázem a dalšími, v dubnu 1980 potom Spartak Trnava.[1]
- 1982/83: V rámci přípravy na sezonu 1982/83 do Lanžhota zavítal ligový Slovan Bratislava.[1]
- V sobotu 27. července 1985 byl utkáním se Sigmou Olomouc otevřen nový fotbalový stadion Na Šlajsi, čímž vyvrcholilo mnohaleté úsilí členů oddílu nahradit již nevyhovující hřiště Na Pastvisku.[1]
- V sobotu 23. června 2018 byl sehrán v rámci přípravy zápas se Zbrojovkou Brno, sestupující z 1. ligy, který skončil vítězstvím Zbrojovky 6:1.

## Historie oddílu

### 1922 – 1945
Fotbalový klub v Lanžhotě byl založen v roce 1922 s názvem SK Lanžhot. První zápas odehrál s nedalekým slovenským Šaštínem a zvítězil 3:1. Od roku 1929 začal hrát soutěže BZMŽF (Bradovy západomoravské župy footballové), kde zahájil ve III. třídě. V roce 1932 přišel postup do II. třídy, v roce 1934 pak do I. B třídy. V této soutěži hráli Lanžhotští až do sezony 1942/43, kdy v ní zvítězili a kvalifikovali se poprvé do I. A třídy, což tehdy byla nejvyšší župní soutěž. Po roce však tým sestoupil a jelikož se v sezoně 1944/45 fotbalové soutěže nehrály, v prvním poválečném ročníku 1945/46 měl Lanžhot místo v I. B třídě.

### 1945 – 1954
V těchto letech došlo k největšímu rozmachu lanžhotské kopané, SK po válce začal hladkým postupem z I. B do I. A třídy v sezoně 1945/46. V roce 1947/48 postoupil z I. A třídy do Moravskoslezské divize pro ročník 1948 (jedna ze skupin 3. nejvyšší soutěže). Po reorganizaci nižších soutěží se v Lanžhotě hrála od roku 1949 nejvyšší krajská soutěž, v níž se A-mužstvo umístilo postupně na 7. (1949), 2. (1950), 3. (1951), 4. (1952), 1. (1953, prohrálo kvalifikační dvojzápas o postup do 2. nejvyšší soutěže pro ročník 1954 s Rudou hvězdou Brno) a znovu 1. místě (1954), které už znamenalo postup do 2. nejvyšší soutěže.
- V roce 1949 na sebe klub upozornil vynikajícími výsledky dorosteneckého mužstva, které se stalo vicemistrem Československa.

- Kvalifikace 1953: První utkání v Lanžhotě mělo být sehráno již ve středu 15. listopadu 1953,[16] nakonec se hrálo přesně o týden později ve středu 22. listopadu 1953 a Lanžhot v něm zvítězil 2:1.[17] Odveta se hrála ve středu 29. listopadu 1953 v Brně a byla jasnou záležitostí Rudé hvězdy, která vyhrála vysoko 8:0.[18] Přestože hrál Sokol Lanžhot obětavě a jeho brankář Drahomír Maděřič byl mužstvu velkou oporou, na Bubníka a spol. nestačil.[18] RH Brno tak obhájila svoje místo ve druhé nejvyšší soutěži.

- V neděli 30. května 1954 bylo v Břeclavi před návštěvou 5 000 diváků sehráno přátelské utkání, v němž Sokol Lanžhot podlehl B-mužstvu Československa 4:7.[19] Branky Lanžhota vstřelili Uhlíř (3) a Trčka, za reprezentanty skórovali Wiecek (3), Čurgaly (2), Majer a Jareš.[20]

### 1955 – 1959
Ve svém premiérovém druholigovém ročníku 1955 skončil Sokol Lanžhot na 10. místě. Přestože si v konečném účtování svojí druhé druholigové sezony 1956 o jedno místo polepšil, reorganizace poslala Lanžhot v ročníku 1957/58 do Oblastní soutěže – sk. D. V následující sezoně došlo k nepochopitelnému úřednímu zásahu, který nepříznivě ovlivnil další vývoj oddílu. Pro ročník 1958/59 byl Sokol Lanžhot zařazen do Oblastní soutěže – sk. E, tedy slovenské divize. Byl to jediný případ v historii našeho fotbalu, kdy bylo mužstvo z českých zemí přeřazeno do soutěží na Slovensku. Klub protestoval především z ekonomických důvodů, náklady na cestování byly neúměrné k možnostem oddílu. Před začátkem ročníku navíc mužstvo oslabilo a souběh několika nepříznivých okolností tak vyústil v sestup.
- V úterý 1. listopadu 1955 sehrál Sokol ve Vídni přátelské utkání proti Slovanu Vídeň, které skončilo smírně 3:3, přestože po prvém poločase vedli Lanžhotští 2:0.[21]

- V pátek 25. listopadu 1955 se v Kunovicích před zraky 500 diváků hrálo dodatečné utkání o přeborníka ČSR v odvětví Sokol mezi Sokolem Vlčnov a Sokolem Lanžhot, které vlčnovští vyhráli 3:2 (více zde).

- V neděli 8. července 1956 bylo v Břeclavi před návštěvou 2 000 diváků sehráno přátelské utkání, v němž Sokol Lanžhot porazil výběr severního Maďarska 4:2.[22]

### 1959 – 1971
Do sezony 1963/64 hrál Sokol Lanžhot v I. třídě Jihomoravského kraje, na jejím konci však sestoupil a zpět se vrátil za dva roky. V jihomoravské I. A třídě hrál až do sezony 1970/71, na jejímž konci slavil postup do Jihomoravského župního přeboru.

### 1971 – 1986
V tomto období si klub zahrál ve 12 ročnících Jihomoravského krajského (župního) přeboru (1971/72, 1975/76 – 1985/86). V ročnících 1972/73 – 1974/75 nastupoval v I. A třídě Jihomoravského kraje (2., 8. a 1. místo).

### 1986 – 2015
Od sestupu v ročníku 1985/86 klub působil převážně v I. A třídě, později I. B třídě.
V sezoně 2009/10 klub zahájil v I. B třídě Jihomoravského kraje – sk. C, po převodu hrušeckého fotbalu do Lanžhota na jaře 2010 dohrával pod názvem TJ Sokol Podluží Přebor Jihomoravského kraje, ze kterého však sestoupil. Od sezony 2010/11 hrál v I. A třídě Jihomoravského kraje – sk. B.
V sezoně 2011/12 oblékal lanžhotský dres mj. bývalý prvoligový fotbalový útočník Vladimír Malár.
U příležitosti oslav 90. výročí založení klubu bylo v sobotu 14. července 2012 sehráno přátelské utkání mezi „A“ mužstvem Sokola Lanžhot a Kubina Teamem. Mužstvo složené z hokejistů a fotbalistů zvítězilo 6:3. V tomto utkání je vedl Rostislav Olesz, na hřišti se Kubina Team objevil v sestavě: Baránek (Srniček) – Drozd, Látal ml., Látal st., Kuba – K. Kula, Kot, Kubina st., Kubina ml., Vůjtek ml., Malík – M. Hanus, Samec.
V sezoně 2014/15 skončil Lanžhot na čtvrtém místě tabulky, a díky tomu, že ostatní čelná mužstva obou skupin I. A třídy odmítla postup, se po 29 letech se štěstím probojoval do nejvyšší krajské soutěže.

### Od roku 2015
Od konce srpna 2015 zde na střídavý start z FC Hlučín působil Martin Hanus – jeden z nejlepších střelců v historii Moravskoslezské fotbalové ligy. Poprvé za Lanžhot nastoupil ve 3. kole v neděli 23. srpna 2015 a vstřelil obě branky domácích při prohře 2:6 s Moravskou Slavií Brno.
Trenérsky zde působili mj. Petr Maléř (2015/16) a Jozef Nemčovič (2016/17). Poté přišel na dva roky Milan Valachovič, pod jehož vedením Lanžhot v ročníku 2017/18 zvítězil v Přeboru Jihomoravského kraje a probojoval se do Divize D. Ve čtvrté nejvyšší soutěži se objevil poprvé od sezony 1980/81, tedy po 37 letech. Počínaje úvodním 6. místem se zde Lanžhot zařadil mezi nejlepší týmy a občas sahal i po postupu do MSFL. Vůbec nejlepším umístěním se stalo druhé místo v sezóně 2023/24. 
V letech 2019–25 klub trénoval Jaroslav Hílek, který se ještě jako hráč zasloužil i o postup do divize. Poté, co se na jaře 2025 klubu přestalo dařit, dohodl se Hílek se sportovním ředitelem Jiřím Bartošem na odchodu. Na jeho místo se vrátil Milan Valachovič, shodou okolností v téže době uvolněný z dlouholetého působení v druholigové Líšni (nově SK Artis Brno).

## Soupiska
| #  | Pozice | Hráč             |
| -- | ------ | ---------------- |
| 1  | B      | Tomáš Odráška    |
| 24 | B      | Lukáš Uher       |
| 4  | O      | Mário Mihál      |
| 5  | O      | Tomáš Milota     |
| 11 | O      | Artur Pidruchnyi |
| 13 | O      | Peter Šenk       |
| 19 | O      | David Tomeška    |
| 8  | Z      | Lukáš Hovězák    |
| 9  | Z      | Nikola Klimovič  |

| #  | Pozice | Hráč            |
| -- | ------ | --------------- |
| 10 | Z      | Daniel Bogdalík |
| 15 | Z      | Timotej Kollár  |
| 16 | Z      | Marián Wallner  |
| 17 | Z      | David Kudláč    |
| 18 | Z      | Peter Balážik   |
| 20 | Z      | Tobias Čulen    |
| 7  | Ú      | Erik Burac      |
| 12 | Ú      | Tomáš Ravas     |
| 14 | Ú      | David Darmovzal |

## Umístění v jednotlivých sezonách
Stručný přehled
Zdroj: 
- 1940–1943: I. B třída BZMŽF – III. okrsek
- 1943–1944: I. A třída BZMŽF
- 1945–1946: I. B třída BZMŽF – III. okrsek (slovácký)
- 1946–1948: I. A třída BZMŽF – II. okrsek (slovácký)
- 1948: Moravskoslezská divize – sk. jih
- 1949–1950: Mistrovství (I. třída) Brněnského kraje
- 1951: Krajská soutěž – Brno
- 1952–1954: Krajský přebor – Brno
- 1955: Celostátní československá soutěž – sk. B
- 1956: II. liga – sk. B
- 1957–1958: Oblastní soutěž – sk. D
- 1958–1959: Oblastní soutěž – sk. E
- 1959–1960: I. A třída Brněnského kraje
- 1960–1963: I. třída Jihomoravské oblasti – sk. B
- 1963–1964: I. A třída Jihomoravského kraje – sk. B
- 1964–1965: I. B třída Jihomoravského kraje – sk. B
- 1965–1966: I. B třída Jihomoravské oblasti – sk. B
- 1966–1969: I. A třída Jihomoravské oblasti – sk. B
- 1969–1971: I. A třída Jihomoravské župy – sk. B
- 1971–1972: Jihomoravský župní přebor
- 1972–1975: I. A třída Jihomoravského kraje – sk. B
- 1975–1983: Jihomoravský krajský přebor
- 1983–1986: Jihomoravský krajský přebor – sk. A
- 1986–1991: I. A třída Jihomoravského kraje – sk. A
- 1991–1996: I. A třída Jihomoravské župy – sk. A
- 1996–1997: I. B třída Jihomoravské župy – sk. C
- 1997–1999: I. A třída Jihomoravské župy – sk. B
- 2000–2001: I. B třída Jihomoravské župy – sk. D
- 2001–2002: I. B třída Jihomoravské župy – sk. B
- 2002–2003: I. B třída Jihomoravského kraje – sk. C
- 2003–2008: I. A třída Jihomoravského kraje – sk. B
- 2008–2010: I. B třída Jihomoravského kraje – sk. C
- 2010–2015: I. A třída Jihomoravského kraje – sk. B
- 2015–2018: Přebor Jihomoravského kraje
- 2018– : Divize D

Jednotlivé ročníky
Zdroj: 
Legenda: Z – zápasy, V – výhry, R – remízy, P – porážky, VG – vstřelené góly, OG – obdržené góly, +/− – rozdíl skóre, B – body, červené podbarvení – sestup, zelené podbarvení – postup, fialové podbarvení – reorganizace, změna skupiny či soutěže
| Protektorát Čechy a Morava (1939 – 1944) |                                                             |                                                             |                                                             |                                                             |                                                             |                                                             |                                                             |                                                             |                                                             |                                                             |                                                             |
| Sezóny                                   | Liga                                                        | Úroveň                                                      | Z                                                           | V                                                           | R                                                           | P                                                           | VG                                                          | OG                                                          | +/−                                                         | B                                                           | Pozice                                                      |
| 1939/40                                  | …                                                           | …                                                           | …                                                           | …                                                           | …                                                           | …                                                           | …                                                           | …                                                           | …                                                           | …                                                           | …                                                           |
| 1940/41                                  | I. B třída BZMŽF – III. okrsek                              | 4                                                           | 20                                                          | 12                                                          | 0                                                           | 8                                                           | 68                                                          | 42                                                          | +26                                                         | 24                                                          | 3.                                                          |
| 1941/42                                  | I. B třída BZMŽF – III. okrsek                              | 4                                                           | 22                                                          | …                                                           | …                                                           | …                                                           | …                                                           | …                                                           | …                                                           |                                                             |                                                             |
| 1942/43                                  | I. B třída BZMŽF – III. okrsek                              | 4                                                           | 26                                                          | …                                                           | …                                                           | …                                                           | …                                                           | …                                                           | …                                                           |                                                             | 1.                                                          |
| 1943/44                                  | I. A třída BZMŽF                                            | 3                                                           | 26                                                          | 10                                                          | 1                                                           | 15                                                          | 74                                                          | 90                                                          | −16                                                         | 21                                                          | 12.                                                         |
| 1944/45                                  | Končila druhá světová válka, pravidelné soutěže se nehrály. | Končila druhá světová válka, pravidelné soutěže se nehrály. | Končila druhá světová válka, pravidelné soutěže se nehrály. | Končila druhá světová válka, pravidelné soutěže se nehrály. | Končila druhá světová válka, pravidelné soutěže se nehrály. | Končila druhá světová válka, pravidelné soutěže se nehrály. | Končila druhá světová válka, pravidelné soutěže se nehrály. | Končila druhá světová válka, pravidelné soutěže se nehrály. | Končila druhá světová válka, pravidelné soutěže se nehrály. | Končila druhá světová válka, pravidelné soutěže se nehrály. | Končila druhá světová válka, pravidelné soutěže se nehrály. |
| Československo (1945 – 1993)             |                                                             |                                                             |                                                             |                                                             |                                                             |                                                             |                                                             |                                                             |                                                             |                                                             |                                                             |
| Sezóna                                   | Liga                                                        | Úroveň                                                      | Z                                                           | V                                                           | R                                                           | P                                                           | VG                                                          | OG                                                          | +/−                                                         | B                                                           | Pozice                                                      |
| 1945/46                                  | I. B třída BZMŽF – III. okrsek (slovácký)                   | 4                                                           | 26                                                          | …                                                           | …                                                           | …                                                           | …                                                           | …                                                           | …                                                           |                                                             | 1.                                                          |
| 1946/47                                  | I. A třída BZMŽF – II. okrsek (slovácký)                    | 3                                                           | 20                                                          | 7                                                           | 3                                                           | 10                                                          | 69                                                          | 56                                                          | +13                                                         | 17                                                          | 7.                                                          |
| 1947/48                                  | I. A třída BZMŽF – II. okrsek (slovácký)                    | 3                                                           | 22                                                          | 13                                                          | 3                                                           | 6                                                           | 83                                                          | 61                                                          | +22                                                         | 29                                                          | 2.                                                          |
| 1948                                     | Moravskoslezská divize – sk. jih                            | 3                                                           | 11                                                          | 4                                                           | 1                                                           | 6                                                           | 22                                                          | 36                                                          | −14                                                         | 9                                                           | 9.                                                          |
| 1949                                     | I. třída Brněnského kraje                                   | 3                                                           | 26                                                          | 12                                                          | 3                                                           | 11                                                          | 76                                                          | 79                                                          | −3                                                          | 27                                                          | 7.                                                          |
| 1950                                     | Mistrovství Brněnského kraje                                | 4                                                           | 26                                                          | 14                                                          | 8                                                           | 4                                                           | 89                                                          | 52                                                          | +37                                                         | 36                                                          | 2.                                                          |
| 1951                                     | Krajská soutěž – Brno                                       | 2                                                           | 18                                                          | 10                                                          | 4                                                           | 4                                                           | 62                                                          | 42                                                          | +20                                                         | 24                                                          | 3.                                                          |
| 1952                                     | Krajský přebor – Brno                                       | 2                                                           | 22                                                          | 12                                                          | 1                                                           | 9                                                           | 86                                                          | 55                                                          | +31                                                         | 25                                                          | 4.                                                          |
| 1953                                     | Krajský přebor – Brno                                       | 3                                                           | 11                                                          | 10                                                          | 0                                                           | 1                                                           | 60                                                          | 15                                                          | +45                                                         | 20                                                          | 1.                                                          |
| 1954                                     | Krajský přebor – Brno                                       | 3                                                           | 22                                                          | 16                                                          | 1                                                           | 5                                                           | 81                                                          | 37                                                          | +44                                                         | 33                                                          | 1.                                                          |
| 1955                                     | Celostátní československá soutěž – sk. B                    | 2                                                           | 22                                                          | 6                                                           | 3                                                           | 13                                                          | 38                                                          | 61                                                          | −23                                                         | 15                                                          | 10.                                                         |
| 1956                                     | II. liga – sk. B                                            | 2                                                           | 22                                                          | 7                                                           | 2                                                           | 13                                                          | 45                                                          | 82                                                          | −37                                                         | 16                                                          | 9.                                                          |
| 1957/58                                  | Oblastní soutěž – sk. D                                     | 3                                                           | 33                                                          | 15                                                          | 2                                                           | 16                                                          | 48                                                          | 65                                                          | −17                                                         | 32                                                          | 7.                                                          |
| 1958/59                                  | Oblastní soutěž – sk. E                                     | 3                                                           | 26                                                          | 4                                                           | 3                                                           | 19                                                          | 25                                                          | 74                                                          | −49                                                         | 11                                                          | 14.                                                         |
| 1959/60                                  | I. A třída Brněnského kraje                                 | 4                                                           | 22                                                          | 8                                                           | 6                                                           | 8                                                           | 44                                                          | 40                                                          | +4                                                          | 22                                                          | 6.                                                          |
| 1960/61                                  | I. třída Jihomoravského kraje – sk. B                       | 4                                                           | 26                                                          | 13                                                          | 7                                                           | 6                                                           | 65                                                          | 29                                                          | +36                                                         | 33                                                          | 4.                                                          |
| 1961/62                                  | I. třída Jihomoravského kraje – sk. B                       | 4                                                           | 26                                                          | 14                                                          | 4                                                           | 8                                                           | 63                                                          | 35                                                          | +28                                                         | 32                                                          | 4.                                                          |
| 1962/63                                  | I. třída Jihomoravského kraje – sk. B                       | 4                                                           | 26                                                          | 13                                                          | 5                                                           | 8                                                           | 57                                                          | 40                                                          | +17                                                         | 31                                                          | 4.                                                          |
| 1963/64                                  | I. A třída Jihomoravského kraje – sk. B                     | 4                                                           | 26                                                          | 8                                                           | 6                                                           | 12                                                          | 39                                                          | 52                                                          | −13                                                         | 22                                                          | 12.                                                         |
| 1964/65                                  | I. B třída Jihomoravského kraje – sk. B                     | 5                                                           | 22                                                          | 9                                                           | 3                                                           | 10                                                          | 42                                                          | 34                                                          | +8                                                          | 21                                                          | 6.                                                          |
| 1965/66                                  | I. B třída Jihomoravské oblasti – sk. B                     | 6                                                           | 22                                                          | ...                                                         | ...                                                         | ...                                                         | ...                                                         | ...                                                         | ...                                                         |                                                             | 1.                                                          |
| 1966/67                                  | I. A třída Jihomoravské oblasti – sk. B                     | 5                                                           | 26                                                          | 10                                                          | 5                                                           | 11                                                          | 43                                                          | 58                                                          | −15                                                         | 25                                                          | 8.                                                          |
| 1967/68                                  | I. A třída Jihomoravské oblasti – sk. B                     | 5                                                           | 26                                                          | 10                                                          | 2                                                           | 14                                                          | 46                                                          | 56                                                          | −10                                                         | 22                                                          | 10.                                                         |
| 1968/69                                  | I. A třída Jihomoravské oblasti – sk. B                     | 5                                                           | 26                                                          | 4                                                           | 4                                                           | 18                                                          | 26                                                          | 73                                                          | −47                                                         | 12                                                          | 14.                                                         |
| 1969/70                                  | I. A třída Jihomoravské župy – sk. B                        | 6                                                           | 26                                                          | 15                                                          | 1                                                           | 10                                                          | 65                                                          | 46                                                          | +19                                                         | 31                                                          | 3.                                                          |
| 1970/71                                  | I. A třída Jihomoravské župy – sk. B                        | 6                                                           | 26                                                          | 19                                                          | 4                                                           | 3                                                           | 79                                                          | 32                                                          | +47                                                         | 42                                                          | 1.                                                          |
| 1971/72                                  | Jihomoravský župní přebor                                   | 5                                                           | 26                                                          | 7                                                           | 7                                                           | 12                                                          | 39                                                          | 52                                                          | −13                                                         | 21                                                          | 10.                                                         |
| 1972/73                                  | I. A třída Jihomoravského kraje – sk. B                     | 6                                                           | 26                                                          | 15                                                          | 6                                                           | 5                                                           | 53                                                          | 40                                                          | +13                                                         | 36                                                          | 2.                                                          |
| 1973/74                                  | I. A třída Jihomoravského kraje – sk. B                     | 6                                                           | 26                                                          | 9                                                           | 8                                                           | 9                                                           | 43                                                          | 39                                                          | +4                                                          | 26                                                          | 8.                                                          |
| 1974/75                                  | I. A třída Jihomoravského kraje – sk. B                     | 6                                                           | 26                                                          | 17                                                          | 5                                                           | 4                                                           | 64                                                          | 23                                                          | +41                                                         | 39                                                          | 1.                                                          |
| 1975/76                                  | Jihomoravský krajský přebor                                 | 5                                                           | 30                                                          | 17                                                          | 4                                                           | 9                                                           | 55                                                          | 47                                                          | +8                                                          | 38                                                          | 2.                                                          |
| 1976/77                                  | Jihomoravský krajský přebor                                 | 5                                                           | 30                                                          | 11                                                          | 7                                                           | 12                                                          | 43                                                          | 60                                                          | −17                                                         | 29                                                          | 7.                                                          |
| 1977/78                                  | Jihomoravský krajský přebor                                 | 4                                                           | 30                                                          | 14                                                          | 3                                                           | 13                                                          | 48                                                          | 46                                                          | +2                                                          | 31                                                          | 8.                                                          |
| 1978/79                                  | Jihomoravský krajský přebor                                 | 4                                                           | 30                                                          | 14                                                          | 7                                                           | 9                                                           | 44                                                          | 43                                                          | +1                                                          | 35                                                          | 4.                                                          |
| 1979/80                                  | Jihomoravský krajský přebor                                 | 4                                                           | 30                                                          | 12                                                          | 8                                                           | 10                                                          | 56                                                          | 48                                                          | +8                                                          | 32                                                          | 6.                                                          |
| 1980/81                                  | Jihomoravský krajský přebor                                 | 4                                                           | 30                                                          | 10                                                          | 6                                                           | 14                                                          | 45                                                          | 50                                                          | −5                                                          | 26                                                          | 12.                                                         |
| 1981/82                                  | Jihomoravský krajský přebor                                 | 5                                                           | 30                                                          | 10                                                          | 7                                                           | 13                                                          | 49                                                          | 47                                                          | +2                                                          | 27                                                          | 11.                                                         |
| 1982/83                                  | Jihomoravský krajský přebor                                 | 5                                                           | 30                                                          | 14                                                          | 5                                                           | 11                                                          | 59                                                          | 52                                                          | +7                                                          | 33                                                          | 7.                                                          |
| 1983/84                                  | Jihomoravský krajský přebor – sk. A                         | 5                                                           | 26                                                          | 6                                                           | 9                                                           | 11                                                          | 28                                                          | 38                                                          | −10                                                         | 21                                                          | 8.                                                          |
| 1984/85                                  | Jihomoravský krajský přebor – sk. A                         | 5                                                           | 26                                                          | 11                                                          | 7                                                           | 8                                                           | 40                                                          | 35                                                          | +5                                                          | 29                                                          | 4.                                                          |
| 1985/86                                  | Jihomoravský krajský přebor – sk. A                         | 5                                                           | 26                                                          | 9                                                           | 7                                                           | 10                                                          | 40                                                          | 37                                                          | +3                                                          | 25                                                          | 8.                                                          |
| 1986/87                                  | I. A třída Jihomoravského kraje – sk. A                     | 6                                                           | 26                                                          | …                                                           | …                                                           | …                                                           | …                                                           | …                                                           | …                                                           |                                                             | 11.                                                         |
| 1987/88                                  | I. A třída Jihomoravského kraje – sk. A                     | 6                                                           | 26                                                          | …                                                           | …                                                           | …                                                           | …                                                           | …                                                           | …                                                           |                                                             | 7.                                                          |
| 1988/89                                  | I. A třída Jihomoravského kraje – sk. A                     | 6                                                           | 26                                                          | …                                                           | …                                                           | …                                                           | …                                                           | …                                                           | …                                                           |                                                             | 12.                                                         |
| 1989/90                                  | I. A třída Jihomoravského kraje – sk. A                     | 6                                                           | 26                                                          | …                                                           | …                                                           | …                                                           | …                                                           | …                                                           | …                                                           |                                                             | 8.                                                          |
| 1990/91                                  | I. A třída Jihomoravského kraje – sk. A                     | 6                                                           | 26                                                          | …                                                           | …                                                           | …                                                           | …                                                           | …                                                           | …                                                           |                                                             |                                                             |
| 1991/92                                  | I. A třída Jihomoravské župy – sk. A                        | 6                                                           | 26                                                          | 12                                                          | 7                                                           | 7                                                           | 41                                                          | 28                                                          | +13                                                         | 31                                                          | 3.                                                          |
| 1992/93                                  | I. A třída Jihomoravské župy – sk. A                        | 6                                                           | 26                                                          | 8                                                           | 8                                                           | 10                                                          | 32                                                          | 37                                                          | −5                                                          | 24                                                          | 8.                                                          |
| Česko (1993 – )                          |                                                             |                                                             |                                                             |                                                             |                                                             |                                                             |                                                             |                                                             |                                                             |                                                             |                                                             |
| Sezóna                                   | Liga                                                        | Úroveň                                                      | Z                                                           | V                                                           | R                                                           | P                                                           | VG                                                          | OG                                                          | +/−                                                         | B                                                           | Pozice                                                      |
| 1993/94                                  | I. A třída Jihomoravské župy – sk. A                        | 6                                                           | 26                                                          | 11                                                          | 7                                                           | 8                                                           | 35                                                          | 29                                                          | +6                                                          | 29                                                          | 7.                                                          |
| 1994/95                                  | I. A třída Jihomoravské župy – sk. A                        | 6                                                           | 26                                                          | 8                                                           | 9                                                           | 9                                                           | 38                                                          | 53                                                          | −15                                                         | 33                                                          | 11.                                                         |
| 1995/96                                  | I. A třída Jihomoravské župy – sk. A                        | 6                                                           | 26                                                          | 8                                                           | 0                                                           | 18                                                          | 35                                                          | 72                                                          | −37                                                         | 24                                                          | 13.                                                         |
| 1996/97                                  | I. B třída Jihomoravské župy – sk. C                        | 7                                                           | 26                                                          | 18                                                          | 5                                                           | 3                                                           | 68                                                          | 38                                                          | +30                                                         | 59                                                          | 1.                                                          |
| 1997/98                                  | I. A třída Jihomoravské župy – sk. B                        | 6                                                           | 26                                                          | 12                                                          | 6                                                           | 8                                                           | 59                                                          | 27                                                          | +32                                                         | 42                                                          | 4.                                                          |
| 1998/99                                  | I. A třída Jihomoravské župy – sk. B                        | 6                                                           | 26                                                          | 10                                                          | 4                                                           | 12                                                          | 38                                                          | 41                                                          | −3                                                          | 34                                                          | 9.                                                          |
| 1999/00                                  | I. A třída Jihomoravské župy – sk. B                        | 6                                                           | 26                                                          | ...                                                         | ...                                                         | ...                                                         | ...                                                         | ...                                                         | ...                                                         |                                                             |                                                             |
| 2000/01                                  | I. B třída Jihomoravské župy – sk. D                        | 7                                                           | 26                                                          | 11                                                          | 9                                                           | 6                                                           | 43                                                          | 32                                                          | +11                                                         | 42                                                          | 3.                                                          |
| 2001/02                                  | I. B třída Jihomoravské župy – sk. B                        | 7                                                           | 26                                                          | 17                                                          | 4                                                           | 5                                                           | 65                                                          | 32                                                          | +33                                                         | 55                                                          | 2.                                                          |
| 2002/03                                  | I. B třída Jihomoravského kraje – sk. C                     | 7                                                           | 26                                                          | 19                                                          | 3                                                           | 4                                                           | 56                                                          | 23                                                          | +33                                                         | 60                                                          | 1.                                                          |
| 2003/04                                  | I. A třída Jihomoravského kraje – sk. B                     | 6                                                           | 26                                                          | 9                                                           | 5                                                           | 12                                                          | 50                                                          | 53                                                          | −3                                                          | 32                                                          | 11.                                                         |
| 2004/05                                  | I. A třída Jihomoravského kraje – sk. B                     | 6                                                           | 26                                                          | 13                                                          | 7                                                           | 6                                                           | 36                                                          | 28                                                          | +8                                                          | 46                                                          | 5.                                                          |
| 2005/06                                  | I. A třída Jihomoravského kraje – sk. B                     | 6                                                           | 26                                                          | 11                                                          | 3                                                           | 12                                                          | 45                                                          | 36                                                          | +9                                                          | 36                                                          | 8.                                                          |
| 2006/07                                  | I. A třída Jihomoravského kraje – sk. B                     | 6                                                           | 26                                                          | 7                                                           | 7                                                           | 12                                                          | 27                                                          | 32                                                          | −5                                                          | 28                                                          | 12.                                                         |
| 2007/08                                  | I. A třída Jihomoravského kraje – sk. B                     | 6                                                           | 26                                                          | 7                                                           | 4                                                           | 15                                                          | 30                                                          | 54                                                          | −24                                                         | 25                                                          | 14.                                                         |
| 2008/09                                  | I. B třída Jihomoravského kraje – sk. C                     | 7                                                           | 26                                                          | 13                                                          | 6                                                           | 7                                                           | 59                                                          | 34                                                          | +25                                                         | 45                                                          | 3.                                                          |
| 2009/10                                  | I. B třída Jihomoravského kraje – sk. C                     | 7                                                           | 26                                                          | 10                                                          | 4                                                           | 12                                                          | 45                                                          | 53                                                          | −8                                                          | 34                                                          | 7.                                                          |
| 2010/11                                  | I. A třída Jihomoravského kraje – sk. B                     | 6                                                           | 26                                                          | 10                                                          | 6                                                           | 10                                                          | 42                                                          | 40                                                          | +2                                                          | 36                                                          | 5.                                                          |
| 2011/12                                  | I. A třída Jihomoravského kraje – sk. B                     | 6                                                           | 26                                                          | 11                                                          | 10                                                          | 5                                                           | 42                                                          | 22                                                          | +20                                                         | 43                                                          | 3.                                                          |
| 2012/13                                  | I. A třída Jihomoravského kraje – sk. B                     | 6                                                           | 26                                                          | 10                                                          | 8                                                           | 8                                                           | 42                                                          | 29                                                          | +13                                                         | 38                                                          | 7.                                                          |
| 2013/14                                  | I. A třída Jihomoravského kraje – sk. B                     | 6                                                           | 26                                                          | 12                                                          | 3                                                           | 11                                                          | 52                                                          | 47                                                          | +5                                                          | 39                                                          | 6.                                                          |
| 2014/15                                  | I. A třída Jihomoravského kraje – sk. B                     | 6                                                           | 26                                                          | 14                                                          | 5                                                           | 7                                                           | 60                                                          | 41                                                          | +19                                                         | 47                                                          | 4.                                                          |
| 2015/16                                  | Přebor Jihomoravského kraje                                 | 5                                                           | 32                                                          | 15                                                          | 2                                                           | 15                                                          | 75                                                          | 78                                                          | −3                                                          | 47                                                          | 10.                                                         |
| 2016/17                                  | Přebor Jihomoravského kraje                                 | 5                                                           | 30                                                          | 11                                                          | 4                                                           | 15                                                          | 49                                                          | 59                                                          | −10                                                         | 37                                                          | 10.                                                         |
| 2017/18                                  | Přebor Jihomoravského kraje                                 | 5                                                           | 30                                                          | 21                                                          | 6                                                           | 3                                                           | 82                                                          | 21                                                          | +61                                                         | 69                                                          | 1.                                                          |
| 2018/19                                  | Divize D                                                    | 4                                                           | 30                                                          | 16                                                          | 3                                                           | 11                                                          | 66                                                          | 34                                                          | +32                                                         | 51                                                          | 6.                                                          |
| 2019/20                                  | Divize D                                                    | 4                                                           | 13                                                          | 10                                                          | 1                                                           | 2                                                           | 50                                                          | 7                                                           | +43                                                         | 31                                                          | 3.                                                          |
| 2020/21                                  | Divize D                                                    | 4                                                           | 9                                                           | 5                                                           | 3                                                           | 1                                                           | 16                                                          | 6                                                           | +10                                                         | 18                                                          | 3.                                                          |
| 2021/22                                  | Divize D                                                    | 4                                                           | 26                                                          | 17                                                          | 1                                                           | 8                                                           | 53                                                          | 21                                                          | +32                                                         | 52                                                          | 3.                                                          |
| 2022/23                                  | Divize D                                                    | 4                                                           | 26                                                          | 14                                                          | 8                                                           | 4                                                           | 49                                                          | 24                                                          | +25                                                         | 50                                                          | 4.                                                          |
| 2023/24                                  | Divize D                                                    | 4                                                           | 30                                                          | 18                                                          | 5                                                           | 7                                                           | 67                                                          | 36                                                          | +31                                                         | 59                                                          | 2.                                                          |
| 2024/25                                  | Divize D                                                    | 4                                                           | 30                                                          | 12                                                          | 7                                                           | 11                                                          | 44                                                          | 38                                                          | +6                                                          | 43                                                          | 6.                                                          |

Poznámky:
- 1951: Chybí výsledek jednoho utkání.
- 1953: Tento ročník byl hrán jednokolově. Lanžhot poté absolvoval neúspěšnou kvalifikaci o účast ve 2. nejvyšší soutěži (viz výše).
- 1957/58: Tento ročník byl hrán tříkolově (jaro 1957, podzim 1957 a jaro 1958) z důvodu přechodu zpět na hrací systém podzim-jaro od sezony 1958/59. V ročnících 1949 – 1956 se hrálo systémem jaro-podzim dle sovětského vzoru.
- 1971/72: Po sezoně došlo ke zrušení žup (1969/70 – 1971/72) a návratu krajských přeborů, kvůli tomu sestoupil mj. Lanžhot z 10. místa.
- 1976/77: Po sezoně došlo k reorganizaci nižších soutěží.
- 1980/81: Po sezoně došlo k reorganizaci nižších soutěží.
- 1982/83: Po sezoně došlo k reorganizaci krajských soutěží.
- 1985/86: Po sezoně došlo k reorganizaci krajských soutěží.
- 2009/10: Po přebrání Přeboru Jihomoravského kraje od Sokola Podluží na jaře 2010 (viz výše) dohrálo soutěž „B“ mužstvo.
- 2014/15: Lanžhot postoupil mimořádně.[36] Po vítězném Baníku Ratíškovice odmítla postup do Jihomoravského krajského přeboru také mužstva Moravanu Lednice (2. místo) a Slavoje Velké Pavlovice (3. místo).[36]
- 2019/20 a 2020/21: Tyto sezony byly ukončeny předčasně z důvodu pandemie covidu-19 v Česku.

## TJ Sokol Lanžhot „B“
TJ Sokol Lanžhot „B“ je rezervním mužstvem Lanžhota, které se pohybuje v okresních soutěžích.

### Umístění v jednotlivých sezonách
Stručný přehled
Zdroj: 
- 2004–2006: Okresní soutěž Břeclavska – sk. A
- 2006–2007: Základní třída Břeclavska – sk. A
- 2007–podzim 2009: Okresní soutěž Břeclavska – sk. A
- jaro 2010–2011: I. B třída Jihomoravského kraje – sk. C
- 2011–2023: Okresní soutěž Břeclavska – sk. A
- 2023– : Okresní soutěž Břeclavska

Jednotlivé ročníky
Zdroj: 
Legenda: Z – zápasy, V – výhry, R – remízy, P – porážky, VG – vstřelené góly, OG – obdržené góly, +/− – rozdíl skóre, B – body, červené podbarvení – sestup, zelené podbarvení – postup, fialové podbarvení – reorganizace, změna skupiny či soutěže
| Československo (1991 – 1993) |                                         |               |               |               |               |               |               |               |               |               |               |
| Sezóny                       | Liga                                    | Úroveň        | Z             | V             | R             | P             | VG            | OG            | +/−           | B             | Pozice        |
| 1991/92                      | Okresní přebor Břeclavska               | 7             | 26            | 6             | 8             | 12            | 45            | 57            | −12           | 20            | 12.           |
| ...                          |                                         |               |               |               |               |               |               |               |               |               |               |
| Česko (1993 – )              |                                         |               |               |               |               |               |               |               |               |               |               |
| Sezóny                       | Liga                                    | Úroveň        | Z             | V             | R             | P             | VG            | OG            | +/−           | B             | Pozice        |
| ...                          |                                         |               |               |               |               |               |               |               |               |               |               |
| 2003/04                      | Okresní soutěž Břeclavska – sk. A       | 9             | 26            | 8             | 7             | 11            | 39            | 60            | −21           | 31            | 8.            |
| 2004/05                      | Okresní soutěž Břeclavska – sk. A       | 9             | 26            | 8             | 6             | 12            | 36            | 51            | −15           | 30            | 11.           |
| 2005/06                      | Okresní soutěž Břeclavska – sk. A       | 9             | 26            | 8             | 6             | 12            | 43            | 52            | −9            | 30            | 14.           |
| 2006/07                      | Základní třída Břeclavska – sk. A       | 10            | 24            | 18            | 1             | 5             | 79            | 30            | +49           | 55            | 1.            |
| 2007/08                      | Okresní soutěž Břeclavska – sk. A       | 9             | 26            | 9             | 4             | 13            | 59            | 67            | −8            | 31            | 9.            |
| 2008/09                      | Okresní soutěž Břeclavska – sk. A       | 9             | 26            | 12            | 4             | 10            | 50            | 48            | +2            | 40            | 6.            |
| 2009/10                      | Viz A-mužstvo                           | Viz A-mužstvo | Viz A-mužstvo | Viz A-mužstvo | Viz A-mužstvo | Viz A-mužstvo | Viz A-mužstvo | Viz A-mužstvo | Viz A-mužstvo | Viz A-mužstvo | Viz A-mužstvo |
| 2010/11                      | I. B třída Jihomoravského kraje – sk. C | 7             | 26            | 2             | 3             | 21            | 23            | 91            | −68           | 9             | 14.           |
| 2011/12                      | Okresní soutěž Břeclavska – sk. A       | 9             | 26            | 14            | 1             | 11            | 65            | 58            | +7            | 43            | 7.            |
| 2012/13                      | Okresní soutěž Břeclavska – sk. A       | 9             | 26            | 14            | 5             | 7             | 63            | 36            | +27           | 47            | 4.            |
| 2013/14                      | Okresní soutěž Břeclavska – sk. A       | 9             | 26            | 9             | 10            | 7             | 62            | 54            | +8            | 37            | 7.            |
| 2014/15                      | Okresní soutěž Břeclavska – sk. A       | 9             | 24            | 8             | 5             | 11            | 47            | 53            | −6            | 29            | 8.            |
| 2015/16                      | Okresní soutěž Břeclavska – sk. A       | 9             | 24            | 11            | 2             | 11            | 44            | 68            | −24           | 35            | 7.            |
| 2016/17                      | Okresní soutěž Břeclavska – sk. A       | 9             | 26            | 5             | 8             | 13            | 47            | 66            | −19           | 23            | 13.           |
| 2017/18                      | Okresní soutěž Břeclavska – sk. A       | 9             | 24            | 11            | 4             | 9             | 53            | 51            | +2            | 37            | 6.            |
| 2018/19                      | Okresní soutěž Břeclavska – sk. A       | 9             | 26            | 6             | 8             | 12            | 38            | 58            | −20           | 26            | 11.           |
| 2019/20                      | Okresní soutěž Břeclavska – sk. A       | 9             | 14            | 10            | 1             | 3             | 40            | 17            | +23           | 31            | 1.            |
| 2020/21                      | Okresní soutěž Břeclavska – sk. A       | 9             | 9             | 3             | 1             | 5             | 16            | 20            | −4            | 10            | 9.            |
| 2021/22                      | Okresní soutěž Břeclavska – sk. A       | 9             | 18            | 6             | 5             | 7             | 46            | 41            | +5            | 23            | 5.            |
| 2022/23                      | Okresní soutěž Břeclavska – sk. A       | 9             | 16            | 9             | 0             | 7             | 67            | 40            | +27           | 27            | 4.            |
| 2023/24                      | Okresní soutěž Břeclavska               | 9             | 24            | 14            | 1             | 9             | 69            | 50            | +19           | 43            | 4.            |
| 2024/25                      | Okresní soutěž Břeclavska               | 9             | 26            | 18            | 1             | 7             | 78            | 50            | +28           | 43            | 6.            |

Poznámky:
- 2019/20 a 2020/21: Tyto sezony byly ukončeny předčasně z důvodu pandemie covidu-19 v Česku.